# Janusz Patrzykont
Janusz Patrzykont (ur. 5 maja 1912 w Kramsku, zm. 9 grudnia 1982 w Poznaniu) – polski koszykarz, piłkarz ręczny, wioślarz, hokeista, reprezentant kraju w koszykówce, wielokrotny mistrz polski we wszystkich uprawianych dyscyplinach, po zakończeniu kariery zawodniczej trener koszykarski.
Od 1930 był zawodnikiem AZS Poznań. Reprezentant Polski podczas igrzysk w Berlinie 1936. Jego kariera wiąże się z pierwszymi sukcesami polskiej koszykówki na arenie międzynarodowej. Należał do sławnej „Wielkiej Piątki”, która pokonała Łotwę, wówczas Mistrza Europy. W wieku 35 lat został trenerem AZS Poznań. Po zakończeniu kariery pozostał w Poznaniu, gdzie zmarł 9 grudnia 1982 roku. Został pochowany na Cmentarzu Junikowo w Poznaniu w Alei Zasłużonych (AZ-2-P-19).

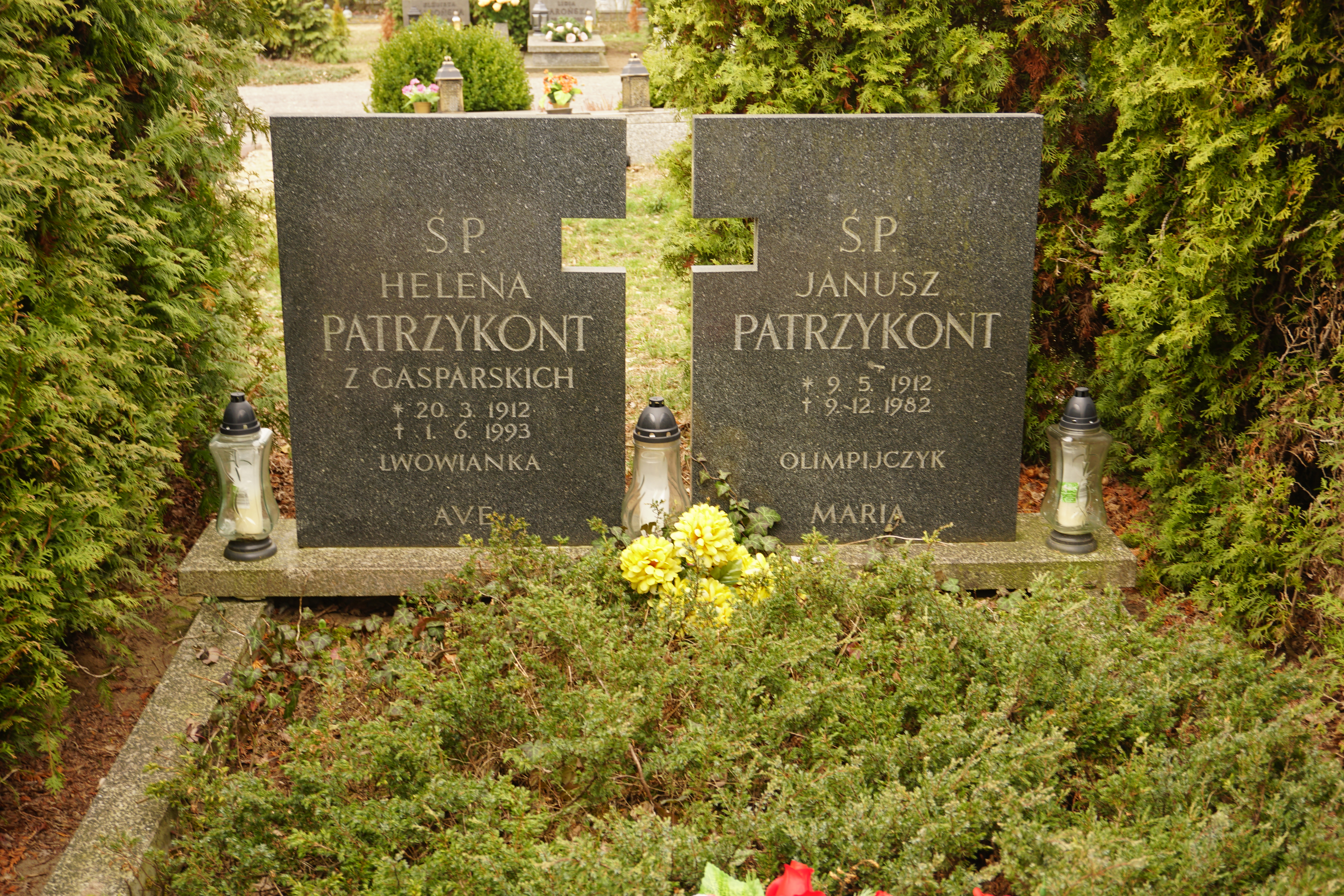
Grób Janusza Patrzykonta na Cmentarzu na Junikowie

## Osiągnięcia

### Koszykówka

#### Zawodnicze
Drużynowe
- Mistrz Polski (1928, 1930–1932, 1935, 1939, 1946)
- Wicemistrz Polski (1937)
- Brązowy medalista mistrzostw Polski (1938, 1947)
- Zdobywca pucharu Polski (1936)

Reprezentacja
- Uczestnik:
  - igrzysk olimpijskich (1936 – 4. miejsce)
  - mistrzostw Europy (1937 – 4. miejsce)

#### Trenerskie
- Mistrzostwo Polski:
  - 1939, 1946, 1949, 1951, 1955, 1958
  - juniorów (1952)
- Wicemistrzostwo Polski (1937, 1948, 1950)
- Brąz mistrzostw Polski (1938, 1947, 1956, 1959)
- Zdobywca pucharu Polski (1954, 1955)
- Uczestnik mistrzostw Europy w koszykówce kobiet (1962 – 6. miejsce)

### Piłka ręczna
- Mistrz Polski (1937, 1938, 1946)

### Wioślarstwo
- Mistrz Polski w kategorii KW-04 (1935)

### Hokej na lodzie
- Mistrz Polski (1933)

### Inne
- Odznaczony:
  - Krzyżem Kawalerskim Orderu Odrodzenia Polski
  - Złotym Krzyżem Zasługi
  - Odznaką Zasłużony Działacz Kultury Fizycznej